# Палатовское сельское поселение
Пала́товское се́льское поселе́ние — муниципальное образование Красногвардейского района Белгородской области России. 
Административный центр — село Палатово.

## История
По данным Российского Государственного Архива, в 1671 году велось строительство города Палатов. Еще в то время Палатов принадлежал Воронежской губернии. Численность населения города Палатов в 1859 году составляла 2962 человек, из которых 1472 человека — это мужское население, а 1490 — женское население.
Палатовское сельское поселение образовано 20 декабря 2004 года в соответствии с Законом Белгородской области № 159.

## Население
| 2010  | 2011  | 2012  | 2013  | 2014  | 2015  | 2016  | 2017  | 2018  |
| ----- | ----- | ----- | ----- | ----- | ----- | ----- | ----- | ----- |
| 1368  | ↘1363 | ↘1347 | ↘1312 | ↘1289 | ↘1261 | ↘1253 | ↘1225 | ↘1190 |
| 2019  | 2020  | 2021  |       |       |       |       |       |       |
| ↘1176 | ↘1172 | ↘980  |       |       |       |       |       |       |

## Состав сельского поселения
| № | Населённый пункт | Тип населённого пункта       | Население |
| - | ---------------- | ---------------------------- | --------- |
| 1 | Антошкин         | хутор                        | ↘3        |
| 2 | Кислинский       | хутор                        | →0        |
| 3 | Лазареново       | село                         | ↘160      |
| 4 | Палатово         | село, административный центр | ↘924      |
| 5 | Перелесок        | село                         | ↘225      |
| 6 | Подлес           | хутор                        | ↘26       |
| 7 | Юрков            | хутор                        | ↘30       |

## Известные уроженцы
- Кириллов Иосиф Константинович (1905—1993) — советский военачальник, генерал-майор,  участник боев на КВЖД и Великой Отечественной войны, кавалер 12-ти советских боевых орденов.